# Winesburg
For novellesamlingen af den amerikanske forfatter Sherwood Anderson, se Winesburg, Ohio.
Winesburg er et kommunefrit område i Holmes County, Ohio, USA. Byen ligger på toppen af en bakke i Amish-landet med en smuk bymidte med antikvitetsforretninger. Den ligger ved USAs Route 62.
Winesburg er ikke rammen for novellen Winesburg, Ohio af Sherwood Anderson; denne bogs ramme er Clyde, Ohio.

## Historie
Landsbyen blev grundlagt i 1829 og blev originalt kaldt Weinsberg, for Weinsberg i Tyskland. Stavningen blev skiftet til Winesburg i 1833, da et postkontor blev grundlagt der. 